# Liste von Zwischenfällen auf dem Flughafen La Paz-El Alto
Die Liste von Zwischenfällen auf dem Flughafen La Paz-El Alto zeigt eine Übersicht über Zwischenfälle mit Todesfolge oder Totalschaden von Flugzeugen auf dem bolivianischen Flughafen El Alto.
Für den Flughafen La Paz/El Alto und seine nähere Umgebung sind von 1950 bis Januar 2024 insgesamt 28 Totalverluste von Flugzeugen verzeichnet. Dabei kamen insgesamt 137 Personen ums Leben. Auszüge:

## 1950er-Jahre
- Am 8. November 1950 wurde eine Curtiss C-46D-10-CU Commando der bolivianischen Frigorífico Cooperativo Los Andes (Luftfahrzeugkennzeichen CB-47) bei einem Unfall auf dem Flughafen La Paz irreparabel beschädigt. Beide Piloten, die einzigen Insassen auf dem Frachtflug, überlebten den Unfall.[2]

- Am 15. November 1950 wurde eine Curtiss C-46 Commando der bolivianischen Frigorífico Cooperativo Los Andes (CB-48) bei einer Notlandung nahe dem Flughafen La Paz irreparabel beschädigt. Beide Piloten überlebten den Unfall.[3]

- Am 1. Januar 1951 verunglückte eine Douglas DC-3/C-47A-DL der Lloyd Aéreo Boliviano (CB-31) am Flughafen La Paz. Die Maschine wurde irreparabel beschädigt; über Personenschäden ist nichts bekannt.[4]

- Am 29. September 1951 wurde eine Curtiss C-46D-15-CU Commando der bolivianischen Frigorífico Cooperativo Los Andes (CB-43) auf dem Flughafen La Paz so schwer beschädigt, dass eine Reparatur unmöglich wurde. Es gab keine Todesopfer.[5]

- Am 20. September 1955 verunglückte eine Curtiss C-46A-5-CK Commando der bolivianischen CBF Corporación Boliviana de Fomento (CP-549) nahe dem Flughafen La Paz-El Alto. Das Flugzeug wurde irreparabel beschädigt. Über Personenschäden ist nichts bekannt.[6]

- Am 21. September 1955 wurde eine Boeing B-17F der Lloyd Aéreo Boliviano (CP-570) auf dem Flughafen La Paz-El Alto (Bolivien) irreparabel beschädigt. Die Maschine war für einen Frachtflug eingesetzt. Über Personenschäden ist nichts bekannt.[7]

- Am 25. August 1956 stürzte eine Douglas DC-3/C-47D der Lloyd Aéreo Boliviano (CP-605) im Landeanflug auf den Flughafen El Alto aufgrund des Verlusts eines Propellers ab. Von den drei Insassen dieses Frachtfluges kamen zwei ums Leben.[8]

- Am 16. Oktober 1958 verunglückte eine Avro Lancastrian C.4 der Fuerza Aérea Argentina (T-66) bei der Landung auf dem Flughafen La Paz/El Alto und ging in Flammen auf. Von den 12 Insassen kamen 3 ums Leben, ein Bordmechaniker und 2 Passagiere.[9]

## 1960er-Jahre
- Am 8. Dezember 1964 explodierte eine Douglas DC-3/C-47-DL der bolivianischen Aerolineas Abaroa (Luftfahrzeugkennzeichen CP-639) in der Luft und stürzte am Berg Milluni ab, 21 Kilometer nördlich des Flughafens El Alto. Ein hoch versicherter Passagier hatte eine Ladung Dynamit zur Explosion gebracht. Alle 17 Insassen, vier Besatzungsmitglieder und 13 Passagiere, kamen ums Leben.[10]
- Am 23. Oktober 1965 wurde eine Curtiss C-46A-40-CU Commando der bolivianischen Frigorífico Cooperativo Los Andes (CB-45) bei einem Unfall nahe dem Flughafen La Paz irreparabel beschädigt. Über Personenschäden ist nichts bekannt.[11]
- Am 26. September 1969 kollidierte eine Douglas DC-6B der Lloyd Aéreo Boliviano (CP-698) in einer Höhe von ungefähr 15.500 Fuß mit dem Berg Choquetanga (Quimsa Cruz), 176 Kilometer südöstlich von La Paz (Bolivien). Das Flugzeug war auf dem Weg von Santa Cruz de la Sierra zum Flughafen La Paz. An Bord befanden sich 16 Teammitglieder der Fußballmannschaft Club The Strongest. Alle 74 Insassen starben, fünf Besatzungsmitglieder und 69 Passagiere.[12]

## 1970er-Jahre
- Am 17. Februar 1971 kollidierte eine Curtiss C-46A-30-CU der zivilen bolivianischen TAM – Transporte Aéreo Militar (Luftfahrzeugkennzeichen TAM-60) 12 Minuten nach dem Abflug vom Startflughafen La Paz-El Alto mit dem Berg Cunatincuta. Die Maschine befand sich auf einem Flug zum Flughafen San Borja. Alle 12 Insassen, vier Besatzungsmitglieder und 8 Passagiere, wurden getötet.[13]
- Am 23. Dezember 1979 verunglückte eine Curtiss C-46D-15-CU Commando der bolivianischen Frigorificos Movima (CP-777) im Anflug auf den Flughafen La Paz-El Alto. Der Unfall ereignete sich 15 Kilometer von La Paz entfernt. Es gab keine Todesfälle. Das Flugzeug wurde irreparabel beschädigt.[14]

## 1980er-Jahre
- Im Oktober 1980 (genaues Datum unbekannt) verunglückte eine Curtiss C-46D-5-CU Commando der bolivianischen Transportes Aéreos Bolivar (Luftfahrzeugkennzeichen CP-1267) kurz nach dem Start vom Flughafen La Paz-El Alto und wurde irreparabel beschädigt. Es gab keine Todesfälle.[15]
- Am 5. Mai 1982 kam es mit einer Convair CV-440 der bolivianischen Transportes Aéreos Unidos (CP-1725) nach dem Start vom Flughafen La Paz-El Alto zu einem Schubverlust. Nach einem Strömungsabriss stürzte die Maschine zu Boden. Alle vier Insassen, drei Besatzungsmitglieder und ein Passagier, überlebten den Unfall.[16]
- Am 28. Oktober 1983 fiel an einer Curtiss C-46R Commando der bolivianischen Transportes Aéreos Bolivar (CP-916) beim Reiseflug in 17.000 Fuß Höhe ein Triebwerk aus. Der Propeller konnte nicht in die Segelstellung gebracht werden. Obwohl die Passagiere Pakete der Ladung von 5000 Kilogramm Fleisch abwarfen, sank die Maschine weiter. Da auch dies nicht für eine Rückkehr ausreichte, wurde 9 Kilometer östlich des Flughafens La Paz-El Alto in felsigem Gelände eine Notlandung durchgeführt. Dabei wurde das Flugzeug irreparabel beschädigt. Alle fünf Insassen, zwei Besatzungsmitglieder und drei Passagiere, überlebten den Unfall.[17]
- Am 22. Oktober 1984 wurde eine Convair CV-440 der bolivianischen TAM – Transporte Aéreo Militar (TAM-46) bei einer Notlandung im Endanflug auf den Flughafen La Paz-El Alto irreparabel beschädigt. Alle Besatzungsmitglieder, die einzigen Insassen auf dem Frachtflug, überlebten den Unfall.[18]
- Am 1. Januar 1985 flog eine Boeing 727-225 der Eastern Air Lines (N819EA) im Anflug auf den Flughafen La Paz in den Berg Illimani. Durch diesen CFIT (Controlled flight into terrain) wurden alle 29 Insassen getötet (siehe auch Eastern-Air-Lines-Flug 980).[19]
- Am 19. August 1985 fiel bei einer Martin 4-0-4 der bolivianischen Compañia Aérea Nacional - CAN (CP-1704) kurz nach dem Start vom Flughafen La Paz-El Alto ein Triebwerk aus. Bei der Notlandung während der Rückkehr zum Flugplatz streifte die Maschine den Flughafenzaun und wurde irreparabel beschädigt. Die drei Besatzungsmitglieder, die einzigen Insassen, überlebten den Unfall.[20]

- Am 8. Mai 1987 brach an einer Douglas DC-6BF der bolivianischen Frigorifico Reyes (CP-1650) bei der Landung auf dem Flughafen La Paz-El Alto das Fahrwerk zusammen. Die Maschine überschlug sich, zerbrach in  drei Teile, fing Feuer und wurde zerstört. Alle drei Besatzungsmitglieder, die einzigen Insassen auf dem Frachtflug, überlebten den Unfall.[21]
- Am 18. Januar 1988 wurde eine Curtiss C-46A-55-CK Commando der bolivianischen Empresa Transportes Aéreos (ETA) (CP-1244) 100 Kilometer nordöstlich des Startflughafens La Paz bei widrigem Wetter gegen den Berg Cerro Colorado geflogen. Bei diesem CFIT (Controlled flight into terrain) wurden alle 9 Insassen getötet, drei Besatzungsmitglieder und 6 Passagiere.[22]
- Am 9. September 1988 kam es mit einer Douglas DC-4/C-54A-5-DC der bolivianischen Frigorifico Reyes (CP-1653) kurz nach dem Start vom Flughafen La Paz-El Alto zu Triebwerksproblemen. Bei der erforderlichen Bauchlandung brach Feuer aus, wodurch das Flugzeug zerstört wurde. Alle drei Besatzungsmitglieder, die einzigen Insassen auf dem Frachtflug, überlebten den Unfall.[23]

## 1990er-Jahre
- Am 21. August 1992 wurde eine Convair CV-440-80 der bolivianischen SASA – Servicios Aéreos Santa Ana (Luftfahrzeugkennzeichen CP-1961) im Sinkflug auf den Flughafen La Paz-El Alto in einer Höhe von 15.000 Fuß (4.570 Metern) gegen den 5.421 Meter hohen Berg Chacaltaya geflogen. Durch diesen CFIT (Controlled flight into terrain) wurden alle 10 Insassen getötet, drei Besatzungsmitglieder und 7 Passagiere.[24]
- Im August 1999 (genauer Tag unbekannt) entstand an einer Curtiss C-46D-10-CU Commando der bolivianischen Servicios Aéreos del Oriente - SAO (CP-1655) ein Triebwerksbrand. Bei der Notlandung auf dem Flughafen La Paz-El Alto wurde das Flugzeug irreparabel beschädigt. Alle drei Besatzungsmitglieder, die einzigen Insassen auf dem Frachtflug, überlebten die Notlandung.[25]
- Am 12. Oktober 1999 brannte eine Douglas DC-6B der bolivianischen Air Beni (CP-2291) auf dem Flughafen La Paz-El Alto aus. Ein Flugingenieur und ein Mechaniker versuchten, nach Reparaturarbeiten das Triebwerk Nr. 2 anzulassen. Darin entstand ein Feuer, und die beiden Experten verließen fluchtartig das Flugzeug, ohne die vorgesehenen Verfahren zu beachten, während z. B. die Treibstoffpumpen auf der Hochdruck-Stellung arbeiteten. Während das Feuer sich immer weiter auf den Rumpf ausbreitete, beschäftigte sich die Feuerwehr mit einer Übung auf einem entfernten Teil des Flughafens. Die Maschine wurde zum Totalschaden; die beiden dort Beschäftigten blieben unverletzt.[26]